# Management Information Base
MIB (ang. Management Information Base) – rodzaj bazy danych wykorzystywanej do zarządzania sprzętem w sieci komunikacyjnej. Składa się z obiektów zapisanych w (wirtualnej) bazie danych, które wykorzystywane są do zarządzania podmiotami (takimi jak routery czy przełączniki).
Baza danych informacji zarządzania (MIB) jest zbiorem opisanych formalnie obiektów, z których każdy reprezentuje konkretny rodzaj informacji. Obiektami MIB można zarządzać za pomocą protokołu SNMP poprzez system zarządzania siecią. Obiekty zawierają informacje potrzebne systemowi zarządzania i są przechowywane jako zbiór zmiennych MIB.
Dla każdego zbioru powiązanych jednostek, którymi można zarządzać, określone są rozszerzenia obiektów MIB. Zawierają one rekordy informacji takich jak statystyki ruchu, liczba błędów czy aktualną zawartość wewnętrznych struktur danych, jak tabela trasowania IP komputera.
Wszystkie obiekty MIB wywodzą się ze wspólnej definicji informacji zarządzania. Nazywa się ona strukturą informacji zarządzania (SMI) i zawiera model informacji zarządzania, dozwolone typy danych oraz reguły tworzenia klas informacji zarządzania. 
Każdy obiekt bazy MIB-a posiada:
- nazwę (OBJECT IDENTIFIER)
- składnię (SYNTAX)
- regułę dekodowania (ENCODING RULES)